# STS-133

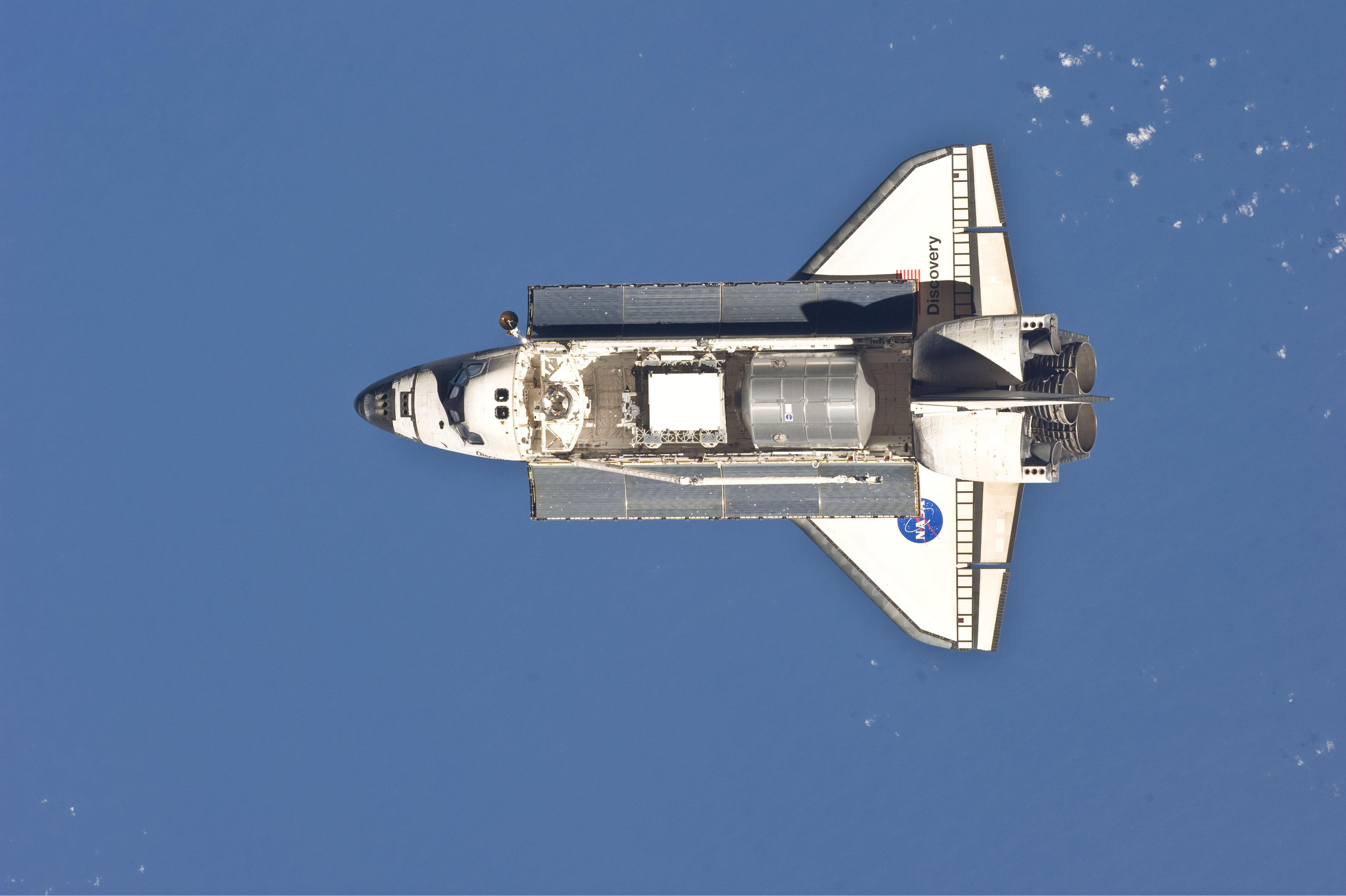
Discovery z otwartą ładownią podchodzi do stacji – widoczny moduł Leonardo i paleta ExPRESS Logistics Carrier-4

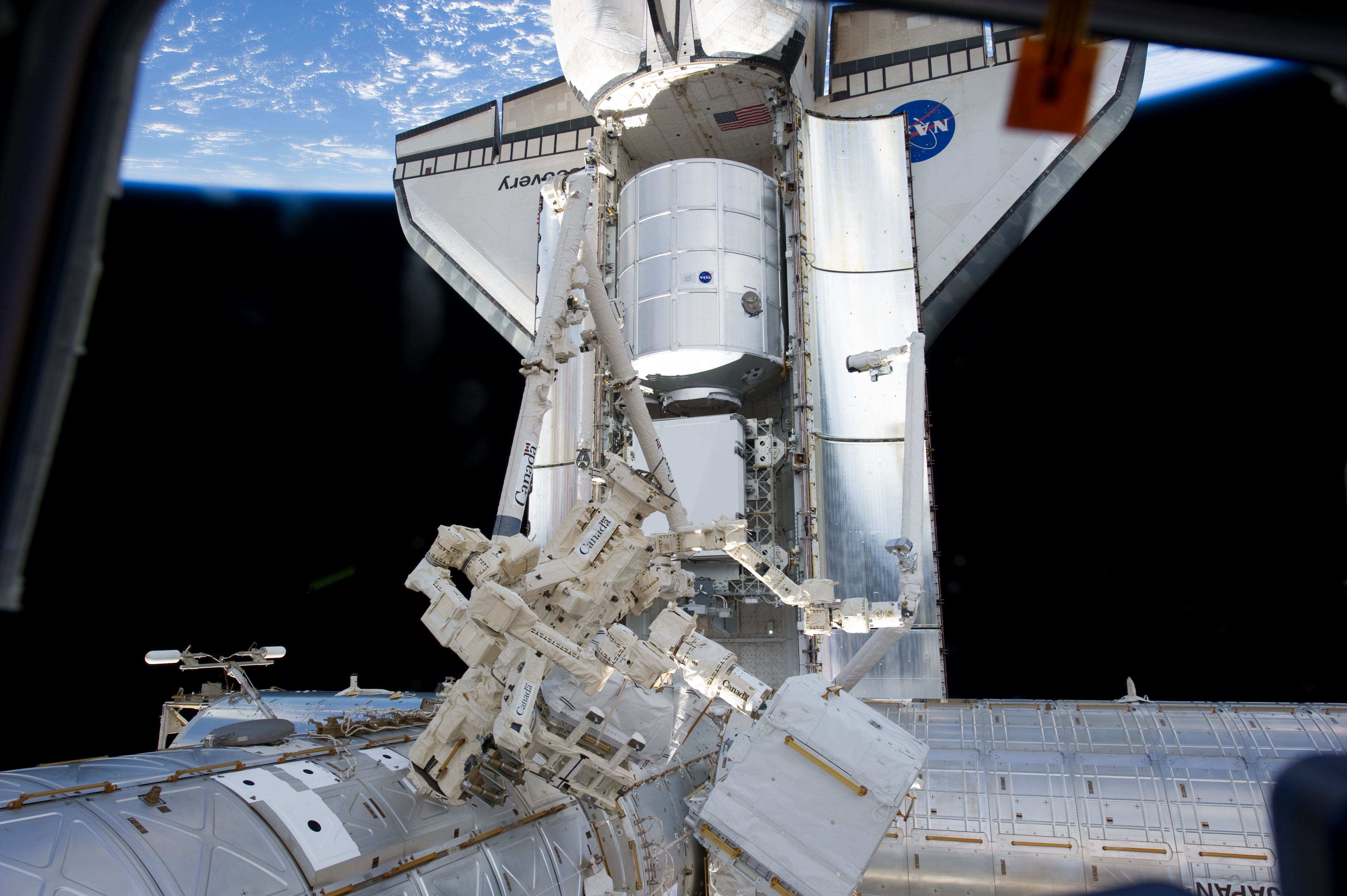
Discovery zacumowany do stacji orbitalnej

STS-133 (ang. Space Transportation System) – sto trzydziesta trzecia misja w programie lotów wahadłowców i ostatnia trzydziesta dziewiąta misja wahadłowca Discovery. Celem lotu było dostarczenie na Międzynarodową Stację Kosmiczną modułu PMM Leonardo, platformy ExPRESS Logistics Carrier-4 oraz humanoidalnego robota Robonaut R2.

## Załoga
źródło
- Steven Lindsey (5)* – dowódca
- Eric Boe (2) – pilot
- Benjamin Drew (2) – specjalista misji
- Michael Barratt (2) – specjalista misji
- Stephen Bowen (3) – specjalista misji
- Nicole Stott (2) – specjalista misji

*W nawiasach liczba odbytych przez astronautę lotów kosmicznych, wliczając tę misję
Pierwotnie zamiast Stephena Bowena, w załodze był Timothy Kopra. Doznał on jednak obrażeń w wypadku rowerowym 15 stycznia 2011 r. i musiał zostać zastąpiony przez Bowena.

## Plan misji
- 24 lutego 2011 r. – start z przylądka Canaveral.
- 7 marca 2011 r. – lądowanie w John F. Kennedy Space Center.

## Przebieg misji
- 01.07.2010 – start został przesunięty z 16.09.2010 na 01.11.2010.
- 08.09.2010 – z powodu niesprawności systemu gaśniczego na KSC rollover został opóźniony o dobę.
- 09.09.2010 – o 10:55 rozpoczęto operację przesuwania orbitera z OPF-3 do VAB (budynek w Centrum Lotów Kosmicznych im. Johna F. Kennedy’ego). Zakończyła się ona o 14:50.
- 20.09.2010 – o 23:24 rozpoczęto operację wywozu promu z VAB na stanowisko startowe LC-39A.
- 29.10.2010 – stwierdzono wyciek helu i azotu w prawym OMS, start przełożony na 02.11.2010.
- 30.10.2010 – przesunięto start na 03.11.2010.
- 02.11.2010 – z powodu awarii zapasowego kontrolera SSME nr 3 start został przesunięty na 04.11.2010.
- 03.11.2010 – pomimo skrajnie niekorzystnych warunków atmosferycznych utrzymano odliczanie do startu w dniu 04.11.2010.
- 04.11.2010 – zdecydowano o odłożeniu startu na 05.11.2010.
- 05.11.2010 – start przesunięty na 30.11.2010 z powodu problemów ze szczelnością przewodów wentylujących zbiorniki z ciekłym tlenem.
- 08.11.2010 – ujawniono 17-centymetrowy fragment oderwanej od ET pianki termoizolacyjnej. Podczas dalszej inspekcji ujawniono jeszcze trzy przypadki odseparowanej pianki w rejonie międzyzbiornikowym ET.
- 18.11.2010 – podjęto decyzję, że start nastąpi nie wcześniej niż 03.12.2010.
- 23.11.2010 – zakończono prace związane z reperowaniem pianki termoizolacyjnej na ET.
- 24.11.2010 – start promu odłożony na nie wcześniej niż 18 grudnia 2010 roku, ze względu na konieczność wykonania dodatkowych ekspertyz pęknięć, które pojawiły się na łukowych zawiasach zewnętrznego zbiornika[4].
- 03.12.2010 – ponownie podjęto decyzję o przesunięciu startu o dwa miesiące, na 03.02.2011.
- 12.12.2010 – podjęto decyzję o powrocie promu do Vehicle Assembly Building.
- 17.12.2010 – przeprowadzono test tankowania, który zakończył się pomyślnie.
- 22.12.2010 – wahadłowiec przetransportowano do VAB.
- 15.01.2011 – Timothy Kopra odnosi kontuzję w wypadku rowerowym i zostaje wyłączony z załogi.
- 01.02.2011 – ponownie przetransportowano prom z VAB na stanowisko startowe LC-39A.
- 20.02.2011 – na KSC przybyła załoga.
- 21.02.2011 – o 20:00 rozpoczęto odliczanie.
- 24.02.2011 – godzina 21:53:24 UTC – start misji STS-133.
- 26.02.2011 – 19:14:19 UTC dokowanie do stacji ISS.
- 27.02.2011 – wyjęta z ładowni promu paleta ExPRESS Logistics Carrier-4 została zamontowana na stacji.
- 28.02.2011 – EVA-1 (Bowen, Drew), trwała 6 godzin 34 minuty.
- 01.03.2011 – o 13:46 UTC moduł Leonardo został wyjęty z ładowni promu, a o 14:50 na stałe przymocowany do węzła modułu Harmony.
- 02.03.2011 – EVA-2 (Bowen, Drew), trwała 6 godzin 14 minut.
- 03.03.2011 – podwyższenie orbity stacji kosmicznej o 1,75 km za pomocą silników RCS promu.
- 07.03.2011 – 12:00:10 UTC oddokowanie od stacji ISS.
- 09.03.2011 – 16:57:15 UTC lądowanie na bieżni SLF15 w KSC, zakończenie misji.

### Dokowanie do ISS
- Połączenie z ISS: 26 lutego 2011, 19:14:19 UTC
- Odłączenie od ISS: 7 marca, 12:00:10 UTC
- Łączny czas dokowania: 8 dni 16 godzin 45 minut 51 sekund